# إيتشيرو هوندا
إيتشيرو هوندا (باليابانية: 本多猪四郎) (مواليد 7 مايو 1911 - الوفاة 28 فبراير 1993) كان مخرج ومنتج أفلام ياباني. مشهور بعمله على عدة أفلام في سلسلة غودزيلا. كان أيضا قد عمل على نطاق واسع في في مجال الأفلام الوثائقية والمتعلقة بالحروب خلال مسيرته. وكان هوندا أيضا صديقا للمخرج الياباني أكيرا كوروساوا ، وعمل معه على نطاق واسع خلال فترة الثمانينات والتسعينات.

## وصلات خارجية
- إيتشيرو هوندا على موقع IMDb (الإنجليزية)
- إيتشيرو هوندا على موقع الموسوعة البريطانية (الإنجليزية)
- إيتشيرو هوندا على موقع روتن توميتوز (الإنجليزية)
- إيتشيرو هوندا على موقع ألو سيني (الفرنسية)
- إيتشيرو هوندا على موقع ميوزك برينز (الإنجليزية)
- إيتشيرو هوندا على موقع أول موفي (الإنجليزية)
- إيتشيرو هوندا على موقع قاعدة بيانات الأفلام السويدية (السويدية)
- إيتشيرو هوندا على موقع إن إن دي بي (الإنجليزية)
- إيتشيرو هوندا على موقع قاعدة بيانات الفيلم (الإنجليزية)
- إيتشيرو هوندا على موقع كينوبويسك (الروسية)